# ذي عامرة (الظهار)

تعديل مصدري - تعديل

ذي عامرة هي إحدى قرى عزلة انامر بمديرية الظهار التابعة لمحافظة إب، بلغ تعداد سكانها 783 نسمة حسب تعداد اليمن لعام 2004.